# Čo sa to tu deje
Čo sa to tu deje è il secondo album della cantante slovacca Martina Šindlerová.

## Tracce
1. Čo sa to tu deje
2. Píš niečo krásne
3. Vlnolam
4. Tell Your Mama
5. Heart of Steel
6. Pekelná cesta do neba
7. Aj toto sa stáva
8. Koniec
9. Sama spím
10. O strom opretá